# Xistra longidorsalis
Xistra longidorsalis är en insektsart som beskrevs av Liang och G. Jiang 2004. Xistra longidorsalis ingår i släktet Xistra och familjen torngräshoppor. Inga underarter finns listade i Catalogue of Life.